# Mikulov (powiat Cieplice)
Mikulov – gmina w Czechach, w powiecie Cieplice, w kraju usteckim.
1 stycznia 2013 gmina liczyła 213 mieszkańców.